# Сан Мартино (Падова)
Сан Мартино је насеље у Италији у округу Падова, региону Венето.
Према процени из 2011. у насељу је живело 31 становника. Насеље се налази на надморској висини од 20 м.